# Hagadà de Barcelona
La Hagadà de Barcelona és un manuscrit il·luminat en hebreu que conté el text tradicional de la hagadà que acompanya la festa del Séder durant la Péssah o Pasqua jueva. És una de les hagadà sefardites que es van produir a Barcelona al voltant de 1350. Juntament amb la Hagadà Daurada, també produïda a la Barcelona medieval, és propietat de la British Library de Londres, on es conserva catalogada amb la signatura Add. 14761.

## Format
El manuscrit és de pergamí, amb 161 folis de 255 x 190 mm. En la còpia s'han emprat quatre estils cal·ligràfics diferents: una lletra quadrada de dues mides i una semicursiva, també de dues mides. Té marcades les línies i els marges. El manuscrit conté dues parts, que són obra de dos copistes diferents, els quals, probablement, van treballar en èpoques i regions diferents. Posteriorment, aquestes dues parts es van unir en la seva forma actual.
El pergamí emprat a la primera part, la principal, feta a Barcelona, és similar al d'altres manuscrits sefardites, i molt diferent als utilitzats a centreeuropa i a Itàlia. La tècnica de marcar les línies i els marges emprada en aquesta part del manuscrit era habitual entre els copistes de Sefarad, i es va començar a difondre després de 1271. Aquesta tècnica és infreqüent als còdexs provençals dels segles xiv i xv. També el fet de confeccionar els plecs amb quatre bifolis per a aconseguir vuit folis útils era típic dels còdexs sefardites.

## Contingut
La part principal i més antiga del manuscrit és tota ella obra d'un sol copista. Conté una sèrie de textos litúrgics dedicats a la festivitat de la Pasqua. La formen els folis 9-151, que estan repartits en 18 plecs:
- Folis 9-16. Com un preludi, es recull un piyyut per a la primera tarda de la festivitat, de Me'ir b. Yishaq.
- Folis 17b-88a. En nou plecs, conté el Séder ha-Pésah i un himne de Pasqua anònim.
- Folis 89-96. Es completa amb un plec en el qual comença l'oració d'Amidah, que finalitza en el següent plec.
- Folis 99b-104. Conté tres poemes escrits en una lletra semicursiva, d'autors de l'escola de Girona. El primer, és un Séder Pésah d'Abraham Sebi b. Yishaq ha-Levi, i els altres dos són uns Azharot de Zeralhyah ha-Levi.

## Història
La primera part, principal, és de mitjan segle xiv i, probablement, fou elaborada a Barcelona. L'ampliació és feta a Provença a finals del segle xiv o principis del XV.
Les dues parts es van unir a Bolonya el 1459, segons consta al foli 160a del mateix còdex, on s'hi diu que fou venut per Salomó Latif, de Jerusalem, a rabí Moseh, fill de rabí Abraham, de Bolonya, el 1459, per cinquanta ducats d'or. També s'hi consigna la el vistiplau del censor eclesiàstic, fra Luigi, de l'orde dels dominicans, de 1599.